# Peter Sand
Peter Sand (Hadsund, 19 luglio 1972) è un ex calciatore danese, di ruolo attaccante.

## Biografia
È il fratello gemello di Ebbe Sand.

## Carriera

### Club
Sand cominciò la carriera con la maglia dello Hadsund, per poi passare al Brøndby, per cui non collezionò alcuna presenza in prima squadra. Dopo aver militato nello Ølstykke, si trasferì prima al Fremad Amager e poi al Midtjylland.
Nel 2001, passò agli inglesi del Barnsley. Esordì per la nuova squadra, militante in First Division, il 13 ottobre, giorno della sconfitta casalinga per 1-3 contro il Birmingham City, nella quale andò in rete.
Nel 2002, firmò per i norvegesi dello Stabæk. Debuttò nella Tippeligaen il 14 aprile, quando fu titolare nel pareggio per 1-1 sul campo dello Start, realizzando il gol della sua squadra.
Nel 2004 tornò in patria, accordandosi con il SønderjyskE. Giocò il primo match il 20 luglio, quando fu titolare nel pareggio per 1-1 contro il Nordsjælland. Il 31 luglio siglò la prima rete, nella sconfitta per 3-2 sul campo del Silkeborg. Nel 2006 firmò per lo Aarhus, con cui chiuse la carriera l'anno seguente.

### Nazionale
Sand giocò una partita per la Danimarca, con una rete all'attivo, nel 2001.